# Saint-Pierre-dels-Forcats
Saint-Pierre-dels-Forcats település Franciaországban, Pyrénées-Orientales megyében. Lakosainak száma 261 fő (2022. január 1.). Saint-Pierre-dels-Forcats Sauto, Planès, Eyne és La Cabanasse községekkel határos.

## Népesség
A település népessége az elmúlt években az alábbi módon változott:
| Lakosok száma | 265  | 267  | 275  | 267  | 264  | 263  | 262  | 261  | 261  |
|               | 2013 | 2015 | 2016 | 2017 | 2018 | 2019 | 2020 | 2021 | 2022 |